# Matsi (Rõuge)
Matsi – wieś w Estonii, w prowincji Võru, w gminie Rõuge.